# I Don't Wanna Grow Up
I Don't Wanna Grow Up este EP-ul de debut al cântăreței americane Bebe Rexha.